# Pisna dejavnost Winstona Churchilla
Winston Churchill je skozi svojo življenjsko kariero poleg politične in vojaške dejavnosti igral tudi pomembno vlogo v pisni dejavnosti. Potem, ko je bil leta 1895 imenovan za novinarja v reviji Queen's Own Hussars, je Churchill pridobil dovoljenje za poročanje o kubanski vojni za neodvisnost in pisal vojna poročila v mediju The Daily Graphic. Svoje vojno novinarstvo je nadaljeval v britanski Indiji, ob okupaciji Malakanda, nato v Sudanu med mahdistično vojno in v južni Afriki med drugo bursko vojno.
Churchillova izmišljena produkcija je vključevala en roman in kratko zgodbo, vendar so bila njegova glavna produkcija neumetnostna besedila. Po izvolitvi za poslanca je bilo preko 130 njegovih govorov ali poslanskih odgovorov objavljenih tudi v brošurah ali knjižicah; mnoge so bile pozneje objavljene v zbranih izdajah. Churchill je leta 1953 prejel Nobelovo nagrado za književnost "za svoje obvladanje zgodovinskega in biografskega opisa ter za briljantno govorništvo pri zagovarjanju vzvišenih človeških vrednot".

## Pisna dela
Leta 1895 je bil Winston Churchill najet v tiskovni reviji Queen's Own Hussars. Njegova letna plača je znašala 300 funtov in izračunal je, da potrebuje dodatnih 500 funtov, da bi podprl način življenja, ki je bil enak tistemu drugih častnikov polka. Kmalu je poročal o kubanski vojni za neodvisnost; njegova mati, Lady Randolph Churchill, je uporabila svoj vpliv, da bi zagotovila pogodbo za svojega sina za pošiljanje vojnih poročil The Daily Graphic. Kasneje je bil napoten nazaj v svoj polk, ki je takrat imel sedež v britanski Indiji, kjer je sodeloval in poročal o okupaciji Malakanda; poročila so bila objavljena v revijah The Pioneer in The Daily Telegraph. Poročila so bila osnova za izdajo njegove prve knjige Zgodba o silah Malakandskega polja, ki je izšla leta 1898. Za sprostitev je napisal tudi svoj edini roman Savrola, ki je izšel leta 1898. Istega leta je bil premeščen v Sudan, da bi poročal o mahdistični vojni (1881–1899), kjer je sodeloval v bitki pri Omdurmanu septembra 1898. Svoje spomine je objavil v knjigi The River War (1899).
Leta 1899 je Churchill odstopil in odpotoval v Južno Afriko kot dopisnik revije The Morning Posta, s plačo 250 funtov na mesec plus vsem stroški, da bi poročal o drugi burski vojni. Na poti so ga ujeli, vendar je novembra uspel pobegniti. Ostal je v državi in je še naprej pisal svoja poročila v časopis. Nato je svoje depeše objavil v dveh delih, London to Ladysmith via Pretoria in March Iana Hamiltona (oba iz leta 1900). Leta 1900 se je vrnil v Veliko Britanijo in bil na splošnih volitvah tistega leta izvoljen za poslanca v volilnem okrožju Oldham.
Kot delujoči poslanec je začel izdajati brošure, ki so vsebovale njegove govore ali odgovore na ključna poslanska vprašanja. V njegovi karieri je bilo objavljenih več kot 135 takih traktatov. Mnoge od teh so bile pozneje zbrane v zbirke, od katerih jih je nekaj uredil njegov sin Randolph, druge pa je uredil Charles Eade, urednik Sunday Dispatch. Poleg poslanskih nalog je Churchill leta 1906 napisal in izdal biografijo svojega očeta, Lorda Randolpha Churchilla, v dveh delih, v kateri je po besedah zgodovinarja Paula Addisona "svojega očeta predstavil kot torija z vse bolj radikalnimi simpatijami."
Na splošnih volitvah leta 1923 je Churchill izgubil poslanski sedež in se preselil na jug Francije, kjer je napisal Svetovno krizo, knjigo z šestimi poglavji o zvezi z zgodovino prve svetovne vojne, ki je izšla med letoma 1923 in 1931. Knjiga je bila dobro sprejeta, čeprav je nekdanji premier Arthur Balfour delo zavrnil kot "Winstonovo briljantno avtobiografijo, prikrito v svetovno zgodovino". Na splošnih volitvah leta 1924 se je Churchill vrnil v skupščino. Leta 1930 je napisal svojo prvo avtobiografijo Moje Zgodnje Življenje, nato pa je začel raziskovati za Marlborough: Njegovo življenje in čas (1933–1938), četrto poglavje biografije svojega prednika Johna Churchilla, 1. vojvode Marlborougha. Pred izidom zadnje knjige je Churchill napisal vrsto biografskih člankov za časopise, ki so bili kasneje zbrani in objavljeni kot Veliki sodobniki (1937).
10. maja 1940, osem mesecev po izbruhu druge svetovne vojne, je Churchill postal britanski premier. V času svojega mandata ni pisal nobene zgodovinske tematike, čeprav je bilo objavljenih več zbirk njegovih govorov. Ob koncu vojne je leta 1945 izgubil volitve, zaradi česar se je vrnil k pisanju in z raziskovalno skupino, ki jo je vodil zgodovinar William Deakin, izdal knjigo z šestimi poglavji v zvezi v zgodovino druge svetovne vojne v letih 1948 in 1953. Knjige so postale uspešnica tako v Združenem kraljestvu kot tudi v ZDA. Churchill je bil drugič predsednik vlade med oktobrom 1951 in aprilom 1955, preden je odstopil s položaja, vendar pa je služboval kot poslanec vse do leta 1964. Njegovo zadnje glavno delo je bilo knjiga z štirimi poglavji o zvezi z Zgodovino angleško govorečih ljudstev (1956–1958). Leta 1953 je bil Churchill nagrajen z Nobelovo nagrado za književnost "za svoje obvladanje zgodovinskega in biografskega opisa ter za briljanten govor pri zagovarjanju vzvišenih človeških vrednot". Churchill je bil kot avtor skoraj vedno dobro plačan in je večino svojega življenja porabil za pisanje njegovega glavnega vira dohodka. Ustvaril je ogromen seznam pisnih del; novinar in zgodovinar Paul Johnson ocenjuje, da je Churchill napisal približno osem do deset milijonov besed v več kot štiridesetih knjigah, na tisoče člankov v časopisih in revijah ter vsaj dveh filmskih scenarijih. John Gunther je leta 1939 ocenil, da je s pisanjem in predavanji zaslužil 100.000 funtov na leto (1,49 milijona funtov v letu 2020), vendar je od tega porabil veliko.